# Loxosomella bocki
Loxosomella bocki är en bägardjursart som beskrevs av Franzén 1966. Loxosomella bocki ingår i släktet Loxosomella och familjen Loxosomatidae. Inga underarter finns listade i Catalogue of Life.